# Elezioni primarie in Italia
Le elezioni primarie in Italia sono uno strumento elettorale atto alla scelta di candidati interni a un partito politico o a una coalizione.
In Italia questo tipo di selezione è relativamente acerba, essendo stata utilizzata per la prima volta soltanto all'inizio del XXI secolo.

## Storia
Dopo alcuni sporadici episodi negli anni ottanta e novanta, questo tipo di competizioni primarie sono state promosse nel sistema politico italiano da Romano Prodi e Arturo Parisi nella primavera del 2005, quando in occasione delle imminenti elezioni regionali la coalizione di centro-sinistra, L'Unione, delegò i suoi potenziali elettori di decidere sulla scelta dei candidati a Presidente della giunta regionale di Puglia e Calabria. In quello stesso frangente, un altro tipo di elezione primaria venne organizzata dai Democratici di Sinistra per selezionare i candidati al Consiglio regionale della Toscana.
Tuttavia, il primo importante esempio di elezione primaria – svolto su scala nazionale e indirizzato a tutti gli elettori italiani di centro-sinistra – ebbe luogo il 16 ottobre dello stesso anno, quando L'Unione chiese ai suoi elettori di scegliere il candidato alla Presidenza del Consiglio dei ministri per le future elezioni politiche; la consultazione conferì l'incarico a Romano Prodi. Dopo il successo delle primarie nazionali del 2005, negli anni seguenti i partiti e le coalizioni di centro-sinistra hanno iniziato a fare largo uso di questo meccanismo per selezionare i loro candidati, anche a livelli politici locali.
I partiti e le coalizioni di centro-destra, invece, hanno raramente utilizzato tale strumento per la selezione dei candidati, anzi rifuggendo da esso in molti casi. Nella Casa delle Libertà, l'adozione del metodo delle primarie fu chiesta dal leader dell'UDC, Marco Follini – specialmente per il candidato alla Presidenza del Consiglio da presentare alle politiche 2006; dopo una serie di discussioni interne alla coalizione, la proposta svanì (dopo le consultazioni elettorali, Follini passò al nascente Partito Democratico). Un successivo tentativo di indire primarie di centro-destra in vista delle politiche 2013, portato avanti dal segretario del Popolo della Libertà Angelino Alfano, venne fermato dalla ricandidatura di Silvio Berlusconi. La Lega Nord organizzò elezioni primarie, riservate ai soli iscritti al partito con almeno un anno di militanza, il 7 dicembre 2013 per eleggere il nuovo segretario federale del partito, Matteo Salvini. L'anno successivo Fratelli d'Italia - Alleanza Nazionale, il 22 e 23 febbraio, mise in piedi delle primarie nazionali, aperte a tutti i cittadini dell'Unione Europea a partire dai sedici anni d'età, per la scelta del proprio presidente, dei grandi elettori delegati al congresso nazionale e del nuovo simbolo, vinte da Giorgia Meloni.

## Regole e leggi
Non ci sono leggi a livello nazionale per regolamentare le elezioni primarie. Con l'eccezione delle elezioni regionali in Toscana (descritte in seguito), sono i singoli partiti o coalizioni a decidere da soli le regole per le proprie primarie; le stesse forze politiche si fanno carico di tutta l'organizzazione, inclusi l'allestimento dei seggi e il conteggio dei risultati. Si registrano esperienze di primarie in forma aperta (tra cui le primarie nazionali, sia dell'Unione che del Partito Democratico, e varie primarie a livello regionale o comunale), con l'ammissione al voto di ogni elettore dichiarato e - anche se privi dell'elettorato attivo - dei cittadini stranieri regolarmente residenti e dei sedicenni che affermino di riconoscersi nella proposta politica, così come casi di primarie ristrette agli iscritti dei partiti (Lega Nord).
Nel 2012, il Partito Democratico ha deciso di trasferire nel proprio Statuto per le elezioni primarie le modalità di voto e scrutinio previste dalla legge italiana.
Il 17 dicembre 2004 la Regione Toscana aveva approvato una legge (nota come legge 70, abrogata nel 2014) che consentiva ai partiti di indire elezioni primarie ufficiali per scegliere i propri candidati, proponendo anche una comune regolamentazione dello svolgimento e delegandone l'organizzazione e la gestione alla Regione e ai comuni, in modo simile alle elezioni regionali. Hanno usufruito di questa opportunità le seguenti forze politiche:
- per le elezioni di aprile 2005:[5]
  - DS, per scegliere i candidati al Consiglio Regionale;
  - Toscana Futura, per scegliere il candidato Presidente;
- per le elezioni di marzo 2010:[6]
  - PD, per scegliere i candidati al Consiglio Regionale;
  - SEL, per scegliere i candidati al Consiglio Regionale.

Il 17 agosto 2009 la Regione Calabria ha approvato una legge che consente formalmente ai partiti di indire elezioni primarie per la cernita dei loro candidati, proponendo anche una comune regolamentazione dello svolgimento e delegandone l'organizzazione e la gestione alla Regione e ai comuni similmente alle elezioni regionali.

## Principali elezioni primarie in Italia
Dove non altrimenti indicato, le elezioni primarie elencate qui di seguito si sono svolte secondo il metodo della primaria aperta:

### Anni 2000
| Data                | Partito/Coalizione      | Carica                                          | Vincitore          | Elettori  | Note      |
| ------------------- | ----------------------- | ----------------------------------------------- | ------------------ | --------- | --------- |
| 28 novembre 2004    | L'Unione                | Candidato Presidente della Regione Calabria     | Agazio Loiero      |           | [ 8 ]     |
| 16 gennaio 2005     | L'Unione                | Candidato Presidente della Regione Puglia       | Nichi Vendola      | 79.296    |           |
| 20 febbraio 2005    | Democratici di Sinistra | Candidati al Consiglio regionale della Toscana  | più vincitori      |           |           |
| 16 ottobre 2005     | L'Unione                | Candidato Presidente del Consiglio dei ministri | Romano Prodi       | 4.311.149 | vedi voce |
| 4 dicembre 2005     | L'Unione                | Candidato Presidente della Regione Siciliana    | Rita Borsellino    |           |           |
| 29 gennaio 2006     | L'Unione                | Candidato Sindaco di Milano                     | Bruno Ferrante     |           |           |
| 4 febbraio 2007     | L'Unione                | Candidato Sindaco di Palermo                    | Leoluca Orlando    |           |           |
| 4 febbraio 2007     | L'Unione                | Candidato Sindaco di Genova                     | Marta Vincenzi     | 35.424    |           |
| 14 ottobre 2007     | Partito Democratico     | Segretario nazionale del Partito Democratico    | Walter Veltroni    | 3.554.169 | vedi voce |
| 14 ottobre 2007     | Partito Democratico     | Segretari regionali del Partito Democratico     | più vincitori      | 3.554.169 | vedi voce |
| 13-14 dicembre 2008 | Partito Democratico     | Candidato Sindaco di Bologna                    | Flavio Delbono     | 24.920    |           |
| 15 febbraio 2009    | Partito Democratico     | Candidato Sindaco di Firenze                    | Matteo Renzi       | 37.271    |           |
| 25 ottobre 2009     | Partito Democratico     | Segretario nazionale del Partito Democratico    | Pier Luigi Bersani | 3.102.709 | vedi voce |
| 25 ottobre 2009     | Partito Democratico     | Segretari regionali del Partito Democratico     | più vincitori      | 3.102.709 | vedi voce |

### Anni 2010
| Data                 | Partito/Coalizione                              | Carica                                                                                 | Vincitore                                    | Elettori      | Note          |
| -------------------- | ----------------------------------------------- | -------------------------------------------------------------------------------------- | -------------------------------------------- | ------------- | ------------- |
| 24 gennaio 2010      | Centro-sinistra                                 | Candidato Presidente della Regione Puglia                                              | Nichi Vendola                                | 204.512       | [ 9 ] [ 10 ]  |
| 14 febbraio 2010     | Partito Democratico                             | Candidato Presidente della Regione Calabria                                            | Agazio Loiero                                | 100.000 circa |               |
| 14 novembre 2010     | Centro-sinistra                                 | Candidato Sindaco di Milano                                                            | Giuliano Pisapia                             | 67.499        |               |
| 23 gennaio 2011      | Centro-sinistra                                 | Candidato Sindaco di Bologna                                                           | Virginio Merola                              | 28.000 circa  |               |
| 23 gennaio 2011      | Centro-sinistra                                 | Candidato Sindaco di Napoli                                                            | Andrea Cozzolino                             | 44.188        | [ 11 ]        |
| 27 febbraio 2011     | Centro-sinistra                                 | Candidato Sindaco di Torino                                                            | Piero Fassino                                | 29.297        |               |
| 12 febbraio 2012     | Centro-sinistra                                 | Candidato Sindaco di Genova                                                            | Marco Doria                                  | 25.090        | [ 12 ] [ 13 ] |
| 4 marzo 2012         | Centro-sinistra                                 | Candidato Sindaco di Palermo                                                           | Fabrizio Ferrandelli                         | 29.747        |               |
| 25 novembre 2012     | Italia. Bene Comune                             | Candidato Presidente del Consiglio dei ministri                                        | Pier Luigi Bersani e Matteo Renzi (1º turno) | 3.110.210     | vedi voce     |
| 2 dicembre 2012      | Italia. Bene Comune                             | Candidato Presidente del Consiglio dei ministri                                        | Pier Luigi Bersani (ballottaggio)            | 2.802.382     | vedi voce     |
| 15 dicembre 2012     | Patto Civico per la Lombardia                   | Candidato Presidente della Regione Lombardia                                           | Umberto Ambrosoli                            | 148.755       |               |
| 29-30 dicembre 2012  | Partito Democratico e Sinistra Ecologia Libertà | Candidati alla Camera dei deputati e al Senato della Repubblica                        | più vincitori                                |               |               |
| 7 aprile 2013        | Roma. Bene Comune                               | Candidato Sindaco di Roma                                                              | Ignazio Marino                               | 100.000 circa | [ 14 ]        |
| 7 dicembre 2013      | Lega Nord                                       | Segretario federale della Lega Nord                                                    | Matteo Salvini                               | 10.221        | vedi voce     |
| 8 dicembre 2013      | Partito Democratico                             | Segretario nazionale del Partito Democratico                                           | Matteo Renzi                                 | 2.814.881     | vedi voce     |
| 22-23 febbraio 2014  | Fratelli d'Italia - Alleanza Nazionale          | Presidente nazionale, Grandi elettori e scelta del nuovo simbolo                       | Giorgia Meloni                               | 249.380       |               |
| 23 febbraio 2014     | Centro-sinistra                                 | Candidato Sindaco di Bari                                                              | Antonio Decaro                               | 20.640        |               |
| 6 luglio 2014        | Centro-sinistra                                 | Candidato Sindaco di Reggio Calabria                                                   | Giuseppe Falcomatà                           | 18.000        |               |
| 28 settembre 2014    | Partito Democratico                             | Candidato Presidente della Regione Emilia-Romagna                                      | Stefano Bonaccini                            | 58.000 circa  |               |
| 5 ottobre 2014       | Centro-sinistra                                 | Candidato Presidente della Regione Calabria                                            | Mario Oliverio                               | 133.000 circa |               |
| 30 novembre 2014     | Centro-sinistra                                 | Candidato Presidente della Regione Puglia                                              | Michele Emiliano                             | 140.000 circa |               |
| 30 novembre 2014     | Centro-sinistra                                 | Candidato Presidente della Regione Veneto                                              | Alessandra Moretti                           | 40.000 circa  |               |
| 11 gennaio 2015      | Centro-sinistra                                 | Candidato Presidente della Regione Liguria                                             | Raffaella Paita                              | 55.000 circa  |               |
| 1º marzo 2015        | Centro-sinistra                                 | Candidato Presidente della Regione Campania                                            | Vincenzo De Luca                             | 75.000 circa  |               |
| 1º marzo 2015        | Partito Democratico                             | Candidato Presidente della Regione Marche                                              | Luca Ceriscioli                              | 43.588        |               |
| 15 marzo 2015        | Centro-sinistra                                 | Candidato Sindaco di Venezia                                                           | Felice Casson                                | 13.000 circa  |               |
| 6-7 febbraio 2016    | Centro-sinistra                                 | Candidato Sindaco di Milano                                                            | Giuseppe Sala                                | 55.000 circa  |               |
| 5-6 marzo 2016       | Centro-sinistra                                 | Candidato Sindaco di Roma                                                              | Roberto Giachetti                            | 50.000 circa  |               |
| 7 marzo 2016         | Centro-sinistra                                 | Candidato Sindaco di Napoli                                                            | Valeria Valente                              | 30.963        | [ 21 ]        |
| 30 aprile 2017       | Partito Democratico                             | Segretario nazionale del Partito Democratico                                           | Matteo Renzi                                 | 1.848.658     | vedi voce     |
| 14 maggio 2017       | Lega Nord                                       | Segretario federale della Lega Nord                                                    | Matteo Salvini                               | 8.024         | vedi voce     |
| 21-22 settembre 2017 | Movimento 5 Stelle                              | Capo politico del Movimento 5 stelle e candidato Presidente del Consiglio dei ministri | Luigi Di Maio                                | 37.402        | vedi voce     |
| 24 febbraio 2019     | Centro-destra                                   | Candidato Sindaco di Bari                                                              | Pasquale Di Rella                            | 13.943        | [ 22 ]        |
| 24 febbraio 2019     | Centro-destra                                   | Candidato Sindaco di Foggia                                                            | Franco Landella                              | 13.258        | [ 22 ]        |
| 3 marzo 2019         | Partito Democratico                             | Segretario nazionale del Partito Democratico                                           | Nicola Zingaretti                            | 1.582.083     | vedi voce     |

### Anni 2020
| Data              | Partito/Coalizione  | Carica                                       | Vincitore            | Elettori     | Note          |
| ----------------- | ------------------- | -------------------------------------------- | -------------------- | ------------ | ------------- |
| 11 gennaio 2020   | Centro-sinistra     | Candidato Presidente della Regione Puglia    | Michele Emiliano     | 80.000 oltre | [ 23 ]        |
| 12-13 giugno 2021 | Centro-sinistra     | Candidato Sindaco di Torino                  | Stefano Lo Russo     | 11.325       |               |
| 20 giugno 2021    | Centro-sinistra     | Candidato Sindaco di Bologna                 | Matteo Lepore        | 45.000 circa | [ 24 ]        |
| 20 giugno 2021    | Centro-sinistra     | Candidato Sindaco di Roma                    | Roberto Gualtieri    | 27.000 circa | [ 24 ] [ 25 ] |
| 28 marzo 2022     | Centro-destra       | Candidato Sindaco di Frosinone               | Riccardo Mastrangeli | 2.865        | [ 26 ]        |
| 23 luglio 2022    | Centro-sinistra     | Candidato Presidente della Regione Siciliana | Caterina Chinnici    | 30.640       | [ 27 ] [ 28 ] |
| 26 febbraio 2023  | Partito Democratico | Segretario nazionale del Partito Democratico | Elly Schlein         | 1.092.042    | vedi voce     |